# Army (canción)
«Army» —en español: «Ejército»— es una canción de la cantante y compositora Inglés Ellie Goulding de su tercer álbum de estudio, Delirium (2015). La canción fue lanzada el 9 de enero de 2016 como el segundo sencillo del álbum.

## Composición
«Army» está escrito en la tonalidad de Si mayor con un tempo de 87 latidos por minuto. La voz de Goulding abarcan desde B3 a B4. La canción fue escrita sobre la mejor amiga de Ellie. 

## Vídeo musical
El video musical de «Army» fue dirigida por Conor McDonnell y se estrenó el 14 de enero de 2016. Filmada en blanco y negro, el video cuenta con Goulding divertirse con amigos en varias situaciones, así como la realización de la canción en vivo.

## Posicionamiento en listas
| Lista (2015-2016)                      | Mejor posición |
| -------------------------------------- | -------------- |
| Australia (ARIA)                       | 87             |
| Bélgica (Flandes) (Ultratop 50)        | 41             |
| República Checa (Rádio Top 100)        | 52             |
| Irlanda (IRMA)                         | 53             |
| Escocia (Scottish Singles Sales Chart) | 13             |
| Eslovaquia (Rádio Top 100)             | 37             |
| Reino Unido (UK Singles Chart)         | 20             |
| Estados Unidos (Mainstream Top 40)     | 33             |

## Fecha de lanzamiento
| Región        | Fecha                 | Formato                                      | Discográfica | Ref.   |
| ------------- | --------------------- | -------------------------------------------- | ------------ | ------ |
| Todo El Mundo | 30 de octubre de 2015 | Descarga Digital (via pre-order of Delirium) | Polydor      | [ 11 ] |
| Reino Unido   | 9 de enero de 2016    | Hit Contemporáneo de la Raio                 | Polydor      | [ 12 ] |
| Italia        | 15 de enero de 2016   | Hit Contemporáneo de la Raio                 | Polydor      | [ 13 ] |
| Taiwán        | 29 de enero de 2016   | Digital extended play edition                | Polydor      | [ 14 ] |
| Alemania      | 29 de enero de 2016   | Digital extended play edition                | Polydor      | [ 15 ] |

## Crédito y personal
Créditos adaptados de las notas de Delirium
- Ellie Goulding – voz, letras
- Cory Bice – ingeniero en mezcla, coros
- Peter Carlsson – Coros
- Rickard Göransson – coros
- Sam Holland – coros, mezcla
- Rob Katz – mezcla
- Savan Kotecha – coros, letras
- Jeremy Lertola – asistente en mezcla, coros
- Silke Lorenzen – coros
- Kristian Lundin – voz adicional
- Max Martin – coros, producción, programación, letras
- Ali Payami – coros, guitarra, producción, programación, letras
- Doris Sandberg – letras
- Jenny Schwartz – letras